# けいおん!! 放課後リズムセレクション
『けいおん!! 放課後リズムセレクション』（けいおんほうかごリズムセレクション）は、セガ・インタラクティブ（2015年3月まではセガ）より2014年11月13日に稼働が開始されたトレーディングカードアーケードゲーム。

## 概要
かきふらいによる女子高生の軽音楽部を題材にした漫画およびアニメ『けいおん!』を原作としたコンピュータゲーム(トレーディングカード+音楽ゲーム)。『けいおん!』としては2013年発売の『けいおん! 放課後リズムタイム』（アトラス）に次ぐ2作目のアーケードゲームとなる。楽曲はアニメ第2期から10曲を収録。筐体は『けいおん! 放課後リズムタイム』から継続して、アトラスが開発した汎用カードゲーム筐体「クルカステーション」を採用している。
プレイ方法はプレイヤーは毎回のゲーム開始時に、5人のメインキャラクターの中から1人、応援したいメンバーを選択する。また、カードの組み合わせによって衣装が変化する。ここで選択されたメンバーには、その回のプレイ結果(リズムゲームの得点、カードの組み合わせによる特殊コンボなど)によって「応援ポイント」が加算される。応援ポイントの総計によって筐体内のキャラクターランキングが決定され、ランキングトップのキャラクターはその筐体のナビゲーション役となる。
2015年9月4日から順次稼働終了となり、2006年12月稼働開始の『きらりん☆レボリューション ハッピー★アイドルライフ』から8年9か月続いた「クルカステーション」の歴史に幕を下ろした。

## ゲームの流れ
最初にコインを投入し、ゲームをプレイするか、カードのみ購入するかを選ぶ。ゲームをプレイする場合はここでカードが1枚払い出され、カードのみ購入する場合は5枚まで続けて購入可能。
(以下、ゲームをプレイする場合)
1. メインキャラクター5人の中から、自分の応援したいメンバーを1人選択する。
2. リズムゲームで使用するカードを3枚までゲーム機にスキャンさせる。
3. リズムゲームで使用する楽曲と難易度(3段階)を選択する。
4. リズムゲームをプレイする。音楽に合わせて画面上に表示されるマーカーに従い、タイミング良くボタンを押していくことで高得点となる。
5. リズムゲームが終了すると結果が表示され、応援するメンバーに応援ポイントが加算される。

## リリース
- 第1弾 2014年11月13日開始
- 第2弾 2015年3月5日開始